# Флегонтов, Игорь Борисович
И́горь Бори́сович Фле́гонтов (29 июля 1937 — 10 ноября 2015) — советский и российский инженер, лауреат Государственной премии СССР (1986).

## Биография
Родился 29 июля 1937 года в рабочем посёлке Вознесенье Подпорожского района Ленинградской области в семье врача майора медицинской службы, участника войны, кавалера ордена Красной Звезды — Бориса Петровича Флегонтова (ум. 1946) и Александры Владимировны Волошиной (ум. 1949). 
Окончил среднюю школу с серебряной медалью, затем в 1961 году Московский авиационный институт.
С 1961 года и до последних дней работал на Ярославском радиозаводе. Прошёл все должности: инженер лаборатории № 1 ОКБ, старший инженер, заместитель главного инженера, главный инженер (1997—2003), технический директор, директор по внедрению новых продуктов и качеству.
Руководил освоением производства бортовых ретрансляторов и другой спецаппаратуры для спутников связи, средств поиска и спасения международной системы «КОСПАС-САРСАТ», основных блоков и элементов радиолокационных станций.
В 1986 году, за участие в создании спутниковой системы боевого управления, был удостоен Государственной премии СССР.

### Награды и звания
Награждён орденом Почёта (2015), медалью «За трудовую доблесть» (1977), знаком «Почётный радист СССР» (1987), медалью имени Юрия Гагарина, а также региональными наградами: медалью «За труды во благо земли Ярославской» II степени и «Почётным знаком города Ярославля» III степени.

### Семья
- Жена: Флегонтова Нонна Ильинична;
- Сын: Флегонтов Андрей Игоревич;
- Внуки: Флегонтов Максим Андреевич и Флегонтов Никита Андреевич.